# Tarqeq

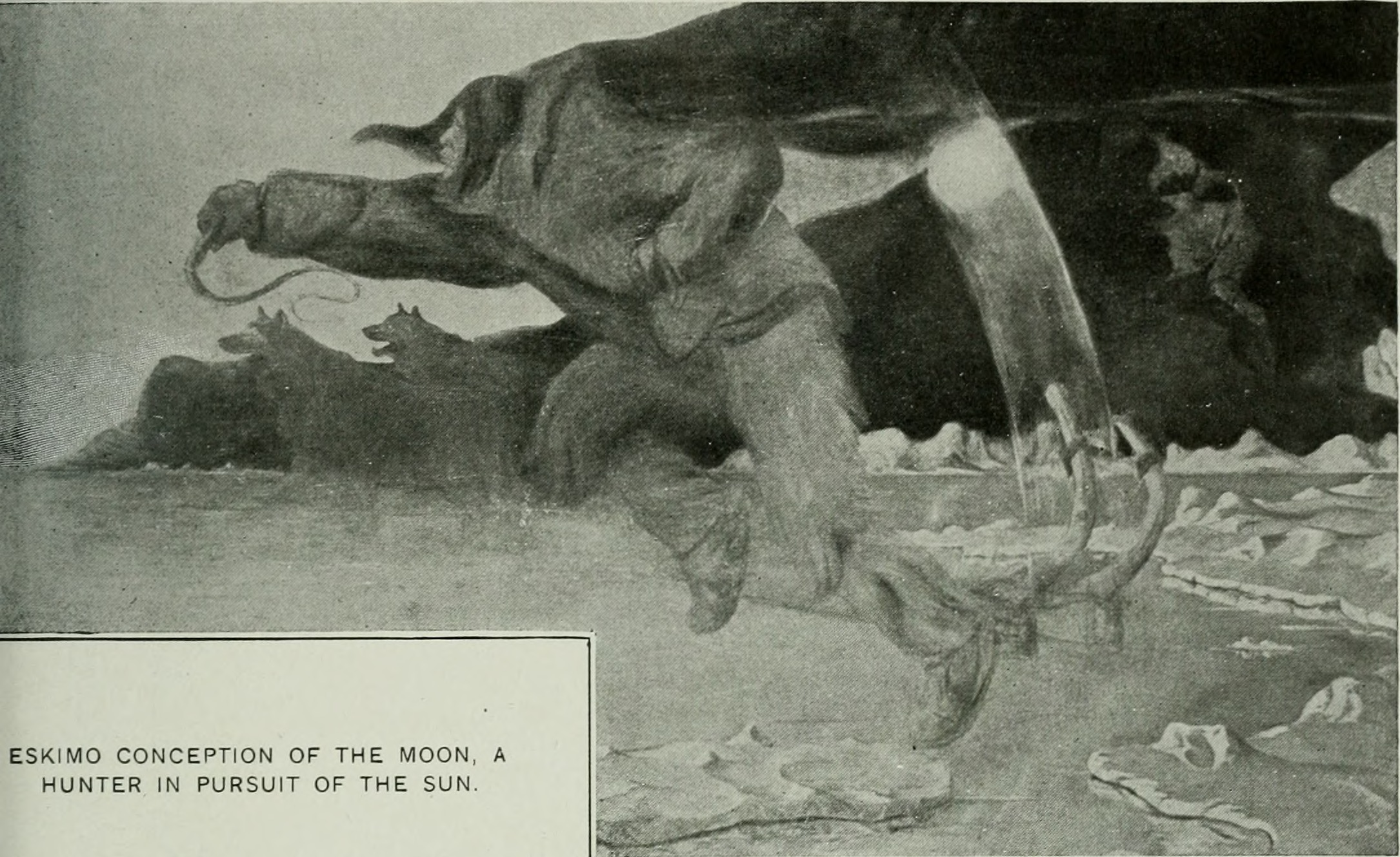
Concezione eschimese della Luna come un cacciatore sulle orme del Sole, Frank Wilbert Stokes, 1908

Tarqeq è una figura della mitologia inuit. Si trattava di una divinità lunare, nota anche come Tatqim o con altri nomi a seconda della regione abitata dagli inuit.
Lo «spirito della Luna» è presente in molte storie del folclore inuit. Secondo il mito, era un cacciatore che viveva nel cielo, da cui sorvegliava il comportamento umano. Nel mito del nord dell'Alaska, controllava gli animali.
Tatqim compare nella storia della creazione del giorno e della notte con la sorella Malina, dea groenlandese del Sole. Il mito narra che i due vivessero insieme, con le tipiche scaramucce tra fratelli. Dopo un litigio, Malina unse Tatqim con un grasso nero; per paura di ritorsioni, scappò via con una torcia accesa che sarebbe diventata il Sole. Tatqim andò alla ricerca della sorella, diventando sempre più magro perché si dimenticava di mangiare. Scomparve per tre giorni, in cui cacciò e si nutrì, per poi tornare a manifestarsi nella ricerca di Malina. L'alternanza tra il Sole e la Luna viene spiegata con l'eterna rincorsa tra Tatqim e Malina.
Al XIX secolo risalgono ancora maschere rappresentanti Tarqeq e utilizzate in danze cerimoniali.
A esso è intitolato un satellite di Saturno.